# Mączewo
Mączewo [pronunciación en polaco: /mɔnˈt͡ʂɛvɔ/] es un pueblo ubicado en el distrito administrativo de Gmina Strzegowo, dentro del Condado de Mława, Voivodato de Mazovia, en el este de Polonia central. Se encuentra aproximadamente a 5 kilómetros al suroeste de Strzegowo, a 29 kilómetros al sur de Mława, y a 89 kilómetros al noroeste de Varsovia.